# Псевдоорикс
Псевдоорикс або саола (Pseudoryx nghetinhensis) — вид парнокопитних ссавців родини Бикові (Bovidae). Мешкає у В'єтнамі. Вперше вид був описаний у 1993 році. Він був знайдений на невеликій території заповідника Ву-Куан в Аннамських горах. Родова назва вказує на подібність до орикса, а видова — на назву колишньої провінції Нгетинь. Чисельність цієї антилопи не перевищує 200 особин.

## Опис
Висота у холці складає 80-90 см, тіло завдовжки 1,5-2 м, хвіст 13 см, а вага приблизно 100 кг; роги завдовжки від 32 до 52 см. Верхня частина тіла яскраво-коричнева з яскравими білими плямами на морді, підбородку та горлі, білою або жовтою смугою над и під кожним оком, чорним «ремнем» вздовж хребта та білою смугою по боках, що відділяє коричневу спину від чорних ніг з білими «шкарпетками».

## Спосіб життя
Саола живе у первинних дощових лісах. Мешкає групами по 2-3 особи. В'єтнамський уряд взяв вид під охорону та розширив площу
заповідника Ву-Куанг з 16 000 до 60 000 га. На основі попередніх досліджень ДНК саолу віднесли до
підродини Bovinae.